# 王德用
王德用（980年—1057年4月3日），字元輔，鄭州管城縣人，北宋官員。

## 生平簡介
父王超為懷州防禦使，德用以父蔭任西頭供奉官，補牙內都指揮使。面黑，頸以下白皙，“素善射，雖老不衰”，至道二年（996年）夏，王超率兵六萬出綏、夏征討李繼遷。德用十七歲為先鋒，將萬人戰鐵門關，斬首十三級，俘掠畜產以數萬計。進師烏白池，他將多失道不至，虜銳甚，王超按兵不進，德用請乘之，得精兵五千，轉戰三日，敵勢卻。德用曰：「歸師迫險必亂。」乃領兵距夏州五十里，絕其歸路，下令曰：“亂行者斬！”一軍肅然，王超亦為之按轡。李繼遷躡其後，左右望見隊伍甚嚴整，莫敢近。王超撫其背曰：“王氏有子矣”。
至道三年（997年）遷東頭供奉官，咸平二年（999年）遷內殿崇班（武階，三班使臣，大使臣，正八品），三年（1000年）遷御前忠佐馬軍副都頭，景德二年（1005年）遷御前忠佐馬軍都頭，大中祥符元年（1008年）出為邢、洺、磁、相州巡檢（差遣）。盜賊張洪霸相聚界上，吏不能捕。德用以氈車載勇士，詐為婦人飾，過邯鄲。賊果來邀，勇士奮出，悉擒之。徙督捕陝西東路，盜賊相戒曰：「此擒張洪霸者。」皆相率逃去，王德用由事知名。為環慶路指揮使，尋以奏事忤旨，責授鄆州馬步軍都指揮使（軍職）。後以將家子宿衛真宗，七年（1014年）遷散直將虞候、散直都頭，八年（1015年）遷散元班都虞候、內殿直班都虞候，天禧四年（1020年）遷殿前指揮使左班都虞候、柳州刺史（階官，正任刺史，從五品），乾興元年（1022年）遷捧日軍左廂都指揮使、英州團練使（階官，正任團練使，從五品）。
天聖三年（1025年）遷博州團練使、知廣信軍。城壞久不治，德用率禁軍增築之，有詔褒諭。五年（1027年）徙知冀州，為馬步軍都部署，遷康州防禦使（階官，正任防禦使，從五品）、龍衛神衛四廂都指揮使（禁軍軍職），遷捧日天武四廂都指揮使（禁軍軍職），六年（1028年）遷侍衛親軍步軍司都虞候（禁軍軍職）。召還，八年（1030年）為代二州馬步軍副都部署（差遣），遷殿前司都虞候（禁軍軍職）。十年（1032年）遷桂州觀察使（階官，正任觀察使，正五品）、侍衛親軍步軍司副都指揮使（禁軍軍職）、權侍衛親軍馬軍司都指揮使。章獻太后臨朝，有求內降補軍吏者，德用曰：「補吏，軍政也，不可與。」太后固欲與之，卒不奉詔，乃止。太后崩，有司請衛士坐甲，德用曰：「非故事也。」不奉詔。仁宗閱太后閣中，得德用前奏軍吏事，奇之，以為可大用，明道二年（1030年）以福州觀察使拜檢校太保、簽書樞密院事（差遣）。德用謝曰：「臣武人，幸得以馳驅自效，賴陛下威靈，待罪行間足矣。且臣不學，不足以當大事。」帝遣使者趣入院，遂為樞密副使。景祐元年（1034年），以奉國軍節度觀察留後（階官，正任節度觀察留後，正四品）同知樞密院事，遷知樞密院事。二年（1035年）領安德軍節度使，加檢校太尉、定國軍節度使（階官，從二品）、宣徽南院使（職事官）。李元昊反，德用請自將討之，不許。
至和初年，為知樞密院事。御史中丞孔道輔彈劾德用，“且謂德用得士心，不宜久典機密”，遂罷為武寧軍節度使、徐州大都督府長史（加官，從三品）。有言德用市馬於府州者，上其券，乃市於商人者。言者猶不已，降右千牛衛上將軍（環衛官，從三品）、知隨州，州置判官，家人皆惶恐，德用舉止言色如平時，惟不接賓客而已。
後起為保靜軍節度觀察留後、知青州，改知澶州。陝西用兵久無功，契丹遣劉六符來求復關南地，以兵壓境。德用見仁宗，流涕言：「臣前被罪，陛下赦而不誅，今不足辱命。」仁宗慰勞，曰：「河北方警，借卿鎮撫之。」又賜手詔慰勉，拜保靜軍節度使，知澶州事。歲大熟，劉六符見德用拜曰：「此公仁政所及也。」徙真定府路、定州路馬步軍都部署，還奏事，復以宣徽南院使判成德軍。
契丹使諜者來覘，或請捕殺之，德用曰：「第舍之，彼得實以告，是服人之兵以不戰也。」明日大閱，援桴鼓之士皆踴躍，進退坐作，終日不戮一人。乃下令：「具糗糧，聽吾鼓聲，視吾旗幟所向。」覘者歸告契丹，謂漢兵將大入。既而復議和，遂徙陳州，又徙河陽。不行，入奉朝請，出判相州，拜同中書門下平章事（差遣）、判澶州事。徙鄭州，封祁國公（爵，國公，從一品），還，為會靈觀使（祠祿官）。德用素善射，雖老不衰。侍射瑞聖園，辭曰：「臣老矣，不能勝弓矢。」帝再三諭之，持二矢未發。帝顧之，使必中，乃收弓矢謝，一發中的，再發又中。帝笑曰：「德用欲中即中爾，孰謂老且衰乎？」賜襲衣、金帶，加檢校太師，復判鄭州，徙澶州，改集慶軍節度使，封冀國公。皇祐三年，上疏乞骸骨，以太子太師（加官，太子三師，從一品）致仕，大朝會綴中書門下班。
德用雖致仕，乾元節上壽，預班廷中。契丹使語譯者曰：「黑王相公乃復起耶？」帝聞之，起為河陽三城節度使、同中書門下平章事、判鄭州。至和元年，遂以為樞密使（差遣），命入謁拜。明年，富弼拜相，契丹使耶律防至，德用與防射玉津園。防曰：「天子以公典樞密而用富公為相，將相皆得人矣。」帝聞之喜，賜弓一，矢五十。後封魯國公，求去位至六七，乃以為忠武軍節度使、景靈宮使，又以為同群牧制置使（差遣）。有詔五日一會朝，聽子孫一人扶掖。嘉祐二年（1507年）二月二十四日卒於家，享年七十九歲，贈太尉（贈官，三公，正一品）、中書令（贈官，正二品），諡武恭，遺言曰：“臣有俸禄足以具，死事不敢復累朝廷，願無遣使者護喪，無厚賻贈”。加賜其家黃金百兩白金三千兩。

## 家族
- 曾祖：王方，追封蔣國公，贈尚書令兼中書令、特贈太師、晉國公
- 曾祖母： 畢氏，追封韓國太夫人、魯國太夫人
- 祖：王玄，追封曹國公，贈尚書令兼中書令、特贈太師、齊國公
- 祖母：路氏，追封陳國太夫人、特追封□國太夫人
- 父：王超，建雄軍節度使、贈開府儀同三司、尚書令兼中書令、追封魯國公、燕國公
- 生母：朱氏，韓國夫人、追封榮國太夫人、特追封吳國太夫人
- 繼母：張氏，魯國太夫人
- 弟：王德基，延州觀察使
  - 侄：王咸有，閤門通事舍人
- 弟：王德恭，蘄州刺史
- 妹：王氏，適葛懷敏
- 妻：宋氏，安定郡夫人，追封榮國夫人
- 子：王咸熈，東頭供奉官，贈左金吾衛上將軍
  - 孙：王澤，皇城使
  - 孙：王淵，西上閤門使
    - 曾孙：王任，内殿崇班
    - 曾孙：王，供備庫副使
    - 曾孙：王俁，右侍禁
    - 曾孙：王侁，右班殿直
    - 曾孙女：王氏，适明州录事参军事夏大同
    - 曾孙女：王氏，适右侍禁张宗陶
    - 曾孙女：王氏，适汝阳县主簿李元弼
    - 曾孙女：王氏，适右侍禁石京
    - 曾孙女：王氏，适凤翔府司理参军事张克勤
    - 曾孙女：王氏
- 子：王咸融，西京左藏庫使、果州團練使
- 子：王咸庶，内殿崇班
- 子：王咸英，供備庫副使
- 子：王咸康，内殿承制
- 女：王氏，适驾部司郎中张叔詹
- 女：王氏，适太常寺博士程嗣恭
- 女：王氏，适国子监博士寇諲
- 孙：王淑，左侍禁
- 孙：王淇，左班殿直
- 孙：王潭，右班殿直
- 孙：王沅，左侍禁
- 孙：王瀛，左侍禁
- 孙：王温，未仕